# Félicien Rops
Félicien Joseph Victor Rops (Namur, 7 luglio 1833 – Essonnes, 23 agosto 1898) è stato un pittore, incisore e disegnatore belga.

## Biografia
Rops nacque a Namur nel 1833, figlio unico dell'industriale di tessuti Nicolas-Joseph Rops (1782-1849) e di Sophie Maubille (1794-1872), e frequentò l'Università di Bruxelles. La specialità di Rops, più che l'olio, erano i disegni a matita, e infatti l'artista belga acquistò notevole fama in poco tempo come caricaturista.
Incontrò Charles Baudelaire nel 1864, poco prima della morte dello scrittore francese, e Baudelaire stesso lasciò un'impronta indelebile nell'anima dell'artista, scrivendo tra l'altro a Édouard Manet nel 1865 di come considerasse Rops l'unico vero artista tra tutti i belgi che aveva conosciuto o sentito parlare. Dal canto suo, Rops curò il frontespizio per Les épaves, che non era altro che una selezione di poesie da I fiori del male, che fu censurato in Francia e per forza di cose pubblicato solo in Belgio.
I forti legami che univano Baudelaire a Rops e l'arte che il belga rappresentava gli valsero l'ammirazione di molti suoi contemporanei, come Théophile Gautier, Alfred de Musset, Stéphane Mallarmé, Jules Barbey d'Aurevilly e Joséphin Péladan. Rops fu inoltre molto vicino ai movimenti letterari del simbolismo e del decadentismo: come i lavori degli scrittori appartenenti a queste due correnti, le opere di Rops tendevano a mescolare sesso, morte e immagini sataniche.
Ha disegnato il cartoncino d'invito alla prima esposizione del sodalizio di pittori d'avanguardia di Bruxelles, noto come La Chrysalide.
Ha anche realizzato il ritratto di Félix Godefroid.
Massone, fu membro della loggia di Namur La Bonne Amitié, del Grande Oriente del Belgio.
Nel 1892 la vista di Rops cominciò a diminuire, finché non sopraggiunse la morte all'età di 65 anni, senza aver mai smesso di produrre opere e mantenere contatti col mondo intellettuale dell'epoca.

## Opere

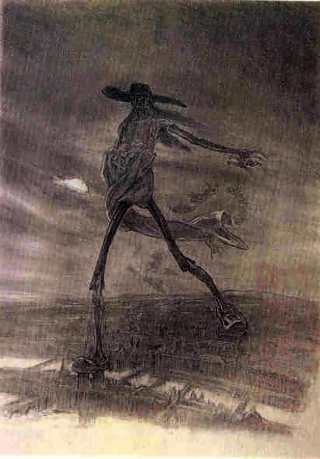
Satan sement l'ivraie, dal ciclo Les Sataniques
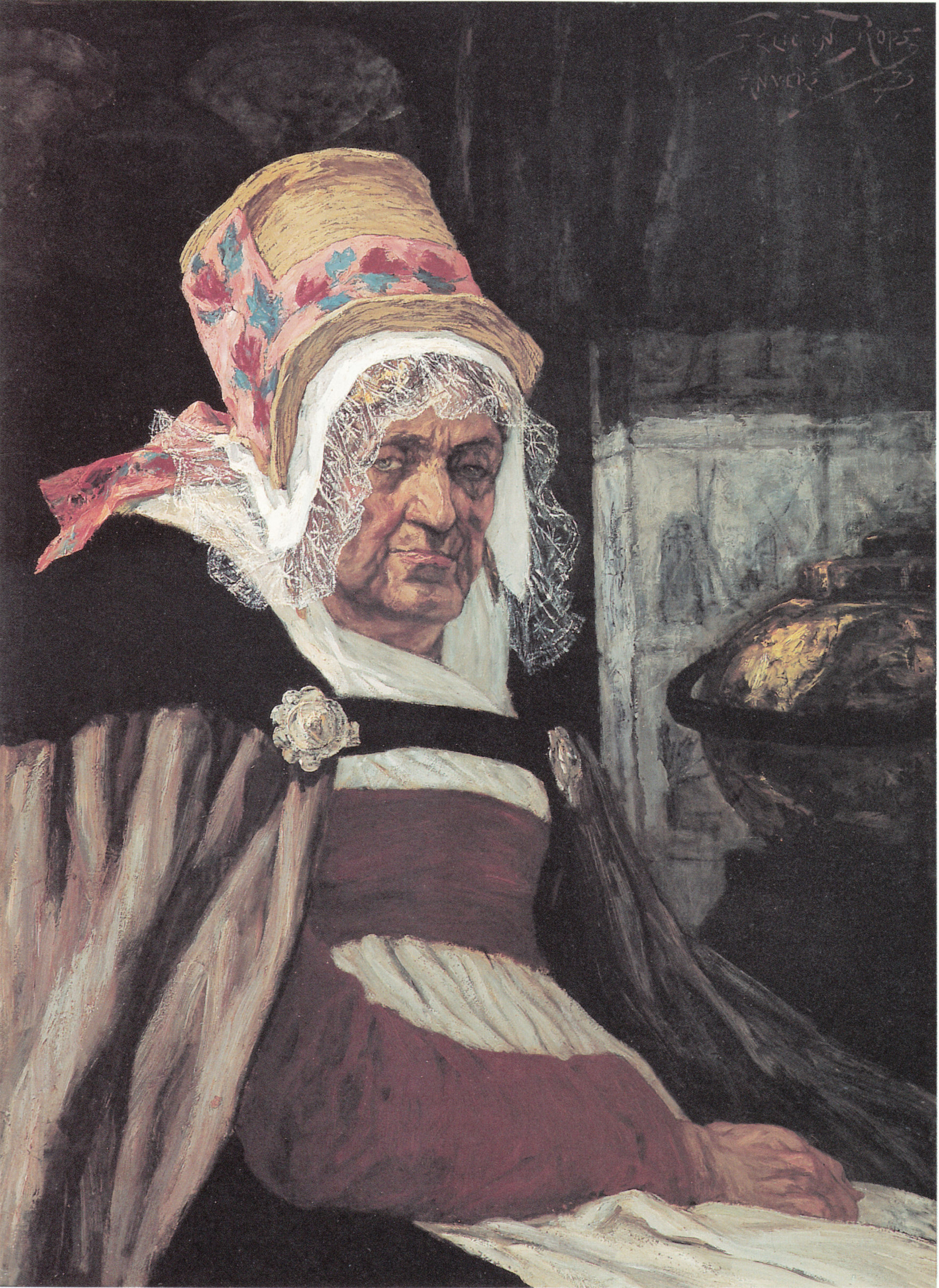
Tête de vieille Anversoise

## Omaggi
- A Félicien Rops è intitolato l'asteroide 13520 Félicienrops.